# Tecophilaea cyanocrocus
Tecophilaea cyanocrocus, llamada popularmente azulillo, es una pequeña planta bulbosa, herbácea y perenne perteneciente al orden Asparagales e integrante de la familia Tecophilaeaceae. Esta especie, una de las dos del género Tecophilaea, fue descrita por el farmacéutico y botánico alemán Friedrich Leybold en 1862.
Esta monocotiledónea es endémica de los Andes de Chile, donde crece en la cordillera de Santiago y florece entre agosto y septiembre. Tiene tres variedades, entre silvestres y cultivares, cuyas flores cubren la gama entre el azul y el violeta, y se distingue principalmente por su valor como planta ornamental.
Durante la segunda mitad del siglo XX, se consideró que Tecophilaea cyanocrocus estaba extinta en la naturaleza; sin embargo, fue redescubierta en 2001. Se la considera una especie rara y la UICN la ha catalogado en peligro de extinción.

## Etimología
El nombre del género al que pertenece, Tecophilaea, fue acuñado por Carlo Luigi Giuseppe Bertero en honor de Tecofila Billiotti, hija del botánico italiano Luigi Aloysius Colla, quien fue el primero en describir las especies del género. En tanto, el epíteto específico, cyanocrocus (de las voces griegas κυάνεος kyáneos y κρόκος krókos, 'croco azul oscuro'), se debe al llamativo y muy poco frecuente color azul que presenta y a la forma de sus flores, muy similares a aquellas de las especies del género Crocus.
Los nombres comunes «azulillo» en español y «Chilean blue crocus» ('croco azul chileno') en inglés hacen referencia al color de sus flores y a su origen geográfico.

## Ecología

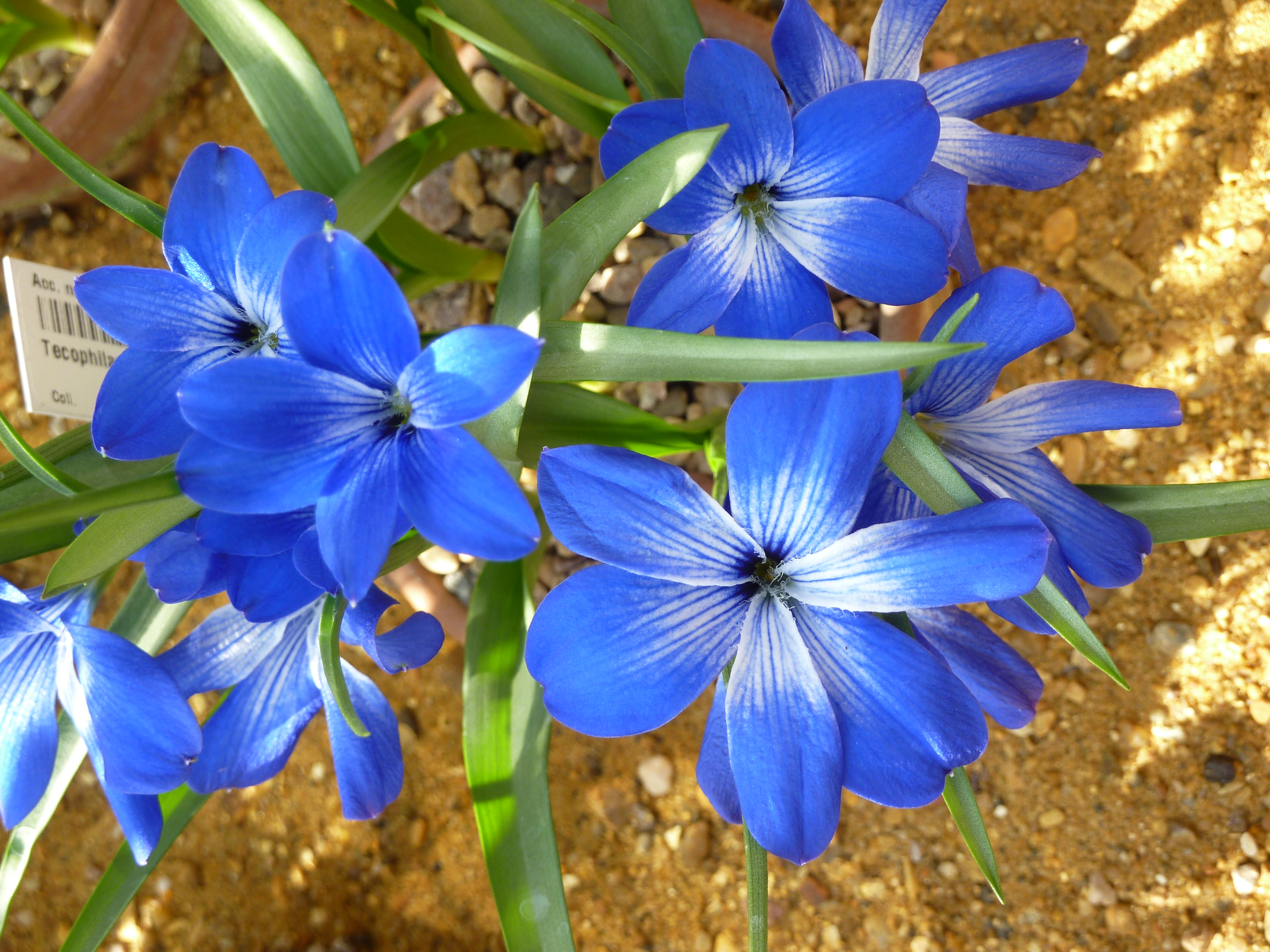
Ejemplares de Tecophilaea cyanocrocus

### Hábitat y distribución
Es una planta monocotiledónea endémica de Chile. Esta geófita es originaria de las zonas áridas, semiáridas y mediterráneas del centro de dicho país, donde se halla en el sector montañoso de la zona meridional de la Región Metropolitana; en particular, habita en la estepa alto-andina de la cordillera de Santiago, en planicies cordilleranas con afloramientos rocosos, entre los 2000 y 3000 m s. n. m.
En la actualidad, existe solamente una población en la naturaleza, ubicada a unos 40 km al sur de Santiago, que fue hallada durante la primavera de 2001. Esta población ocupa un sector claramente delimitado, de 20 por 50 metros. La cobertura es densa, existiendo entre 30 a 50 plantas por metro cuadrado, agrupadas de 5 a 20 cormos. Una población más pequeña, principalmente integrada por individuos aislados, se encontró en un lugar cercano, en una hendidura por donde había corrido agua producto del deshielo.

## Biología

### Floración
Necesita de un periodo hibernal muy frío para inducir la floración,
que se produce a fines del invierno austral, entre agosto y septiembre; sus flores se encuentran dulcemente perfumadas.

## Genética
Es una especie que presenta 24 cromosomas en sus células somáticas; es decir, en las células que componen todo el cuerpo de la planta.

## Taxonomía
Pertenece al orden Asparagales, integra la familia Tecophilaeaceae y es una de las dos especies del género Tecophilaea. De acuerdo al ITIS y al NCBI, su clasificación taxonómica es la siguiente, respectivamente:

| Plantae - Tracheophyta - Liliopsida - Asparagales - Tecophilaeaceae - Tecophilaea - Tecophilaea cyanocrocus Leyb. - Tecophilaea violiflora Bertero ex Colla | Organismos celulares - Eukaryota - Viridiplantae - Streptophyta - Streptophytina - Embryophyta - Tracheophyta - Euphyllophyta - Spermatophyta - Magnoliophyta - Zephyra cyanocrocus - Zephyra elegans - Zephyra violiflora |

Se relaciona estrechamente con Tecophilaea violiflora, la otra especie del género Tecophilaea. Este género fue originalmente ubicado en la familia de las Amaryllidaceae; sin embargo, se le clasificó posteriormente de manera separada.

### Sinonimia
Se consideran sinónimos los siguientes nombres:
- Tecophilaea cyanocrocus var. leichtlinii Regel[22]
- Tecophilaea cyanocrocus var. regelii Baker
- Tecophilaea cyanocrocus var. violacea.
- Zephyra cyanocrocus (Leyb.) Ravenna[21]

## Morfología
Es una planta bulbosa que alcanza entre los 8 y 12 cm de altura.
- Sus cormos presentan una envoltura fibrosa y tienen desde 1,2 hasta 2 cm de diámetro.
- Sus hojas, en número de dos o tres por cada cormo, son linear-lanceoladas, de 7 a 12 cm de largo y 7 mm de ancho, en su parte aérea. La base de las hojas y parte del escapo floral son subterráneos y están cubiertos por una hoja envainadora, de un largo de 4 a 12 cm.
- Sus flores se presentan solitarias o de a pares, acompañadas de una bráctea similar a las hojas, pero más angosta. Tienen los tépalos unidos entre sí formando un corto tubo. Los seis tépalos son obovados, de 3 cm de largo por 1 cm en su parte más ancha, y están terminados en un mucrón. El color de los tépalos puede ser azul genciana oscuro, azul cobalto con la base blanco tiza, blanco puro, celeste, malva o violeta. El androceo está formado por tres estambres fértiles con anteras curvas caudadas y tres estaminodios lanceolados. El ovario es ínfero, con tres lóculos que contienen numerosos óvulos. El estilo es recto con un estigma trífido.
- Sus frutos, unas cápsulas alargadas coronadas por la base del estilo, contienen numerosas semillas negras.[4][23]

## Floricultura

### Cultivo
Se le considera fácil de cultivar y se desarrolla bien en maceta, en una ubicación soleada. El sustrato debe permitir un buen drenaje y debe suspenderse el riego durante el letargo veraniego; además, es necesario que pase un periodo de frío en el invierno. Es resistente a las plagas y enfermedades, salvo a la botritis.
La floración es más abundante cuando recibe fertilizantes que incluyan fósforo, magnesio y potasio. Los cormos se multiplican muy lentamente, siendo su reproducción más rápida por semillas, que tienen una alta capacidad germinativa en un sustrato levemente ácido. Los nuevos ejemplares demoran de tres a cuatro años en florecer. En el mercado internacional de plantas bulbosas, hay una amplia oferta de cormos y semillas de sus tres variedades.

### Variedades
En cultivo se distinguen tres variedades —los nombres no han sido válidamente publicados y corresponden solo a denominaciones comerciales—:
| - Silvestre. Típica de flores azules. - Leichtlinii. Con perigonio azul y blanco. - Violacea. De una tonalidad más violeta. |

## Conservación
Entre 1950 y 2001, se consideró que Tecophilaea cyanocrocus estaba extinta en la naturaleza debido, por un lado, al sobrepastoreo del ganado doméstico en su hábitat natural que hizo declinar sus poblaciones naturales y, por otro lado, a la desmedida extracción de bulbos para su venta en el mercado de plantas ornamentales.
Fue redescubierta por miembros de la Fundación Philippi de Estudios Naturales en un sitio desconocido hasta ese momento en campos privados al sur de Santiago en 2001. Desde entonces, se han estado llevando a cabo esfuerzos para reintroducir esta especie en lo que fuera su antiguo hábitat. No obstante, se la considera una especie en peligro de extinción según la UICN.

## Importancia económica
Tecophilaea cyanocrocus es una especie muy apreciada y considerada rara.
Ya en 1869, una gran cantidad de cormos fue enviada a Europa, al parecer importados por el botánico alemán Maximilian Leichtlin de Baden-Baden. Se trataba de 2000 ejemplares, que Leichtlin entregó a grandes firmas comerciales, correspondientes a Tecophilaea cyanocrocus de tépalos azul con blanco, diferente al tipo enteramente azul, que denominó «variedad leichtlinii» para distinguirlos. En 1872 esta especie apareció dibujada en la revista científica Gartenflora y pocos años después se la presentó en las exposiciones de Londres.
El azulillo se distingue principalmente por su valor como planta ornamental. En 1993, sus características y las del cultivar Tecophilaea cyanocrocus 'leichtlinii' fueron reconocidas a través del premio Award of Garden Merit (AGM), concedido por la Real Sociedad de Horticultura del Reino Unido.